# Open relay
Open Relay – określenie serwera pocztowego, którego oprogramowanie nie jest zabezpieczone przed nieautoryzowanym wykorzystaniem przez osoby niepowołane do wysyłki poczty elektronicznej, zazwyczaj spamu.